# Lars Jonung
Lars Birger Jonung, född 11 september 1944 i Södertälje, är en svensk nationalekonom och professor emeritus vid nationalekonomiska institutionen vid Ekonomihögskolan vid Lunds universitet.
Jonung verkade åren 1971–1988 vid Lunds universitet och innehade en professur i nationalekonomi från 1987. Åren 1988–2002 var Jonung professor i nationalekonomi vid Handelshögskolan i Stockholm. Han har varit associerad forskare i nationalekonomi vid Institute for Economic History Research (EHF) vid HHS. Han har även varit verksam vid Generaldirektoratet för ekonomi och finans (Ecfin) inom Europeiska kommissionen.
Jonung har medverkat i flera större svenska och internationella forskningsprojekt och utredningar. Han var officiellt utsedd till förste ekonomisk rådgivare till statsminister Carl Bildt åren 1992–1994. Han var ledamot av Finanspolitiska rådet från 2010 och dess ordförande 2011–2013.

## Utmärkelser, ledamotskap och priser
- Ledamot av Ingenjörsvetenskapsakademien (LIVA, 1996)
- Ledamot av Vetenskapssocieteten i Lund (LVSL, 1989)[4]